# Brekken (Noorwegen)
Brekken (Zuid-Samisch:Prahke), is een plaats en voormalige gemeente in Noorwegen. De gemeente lag in de toenmalige fylke Sør-Trøndelag. De gemeente ontstond in 1926 als afsplitsing van Røros. In 1964 werd de gemeente weer  weer toegevoegd aan Røros. De oude gemeente bestaat nog als parochie van de Noorse kerk. 
Het dorp ligt ongeveer 35 kilometer ten oosten van de stad Røros, een paar kilometer van de grens met Zweden. De  parochiekerk dateert uit 1878.